# Live At Donington (álbum de AC/DC)
Live At Donington es un DVD de la banda de hard rock AC/DC, recordando el show realizado en Donington Park, el 17 de agosto de 1991, en el festival Monsters of Rock.
El show duró dos horas, ante 72 000 espectadores incluidos cañones reales, la campana utilizada en la canción Hells Bells, un modelo inflable de Rosie y un modelo inflable de Angus Young y fue filmado en 35mm panavisión, con 26 cámaras y una cámara dentro de un helicóptero. El DVD incluye videos especiales, con comentarios de los miembros de la banda y los comentarios de Angus Young y Malcolm Young.
También tiene la opción de acceder, a los comentarios de Angus acerca de la canción Thunderstruck, Back in Black y Highway to Hell, también el comentario de Malcolm acerca de la canción T.N.T., Brian Johnson acerca de Whole Lotta Rosie y Cliff Williams acerca de Dirty Deeds Done Dirt Cheap.

## Lista de canciones
1. "Thunderstruck 4:58 "
2. "Shoot to Thrill 5:16 "
3. "Back in Black 4:16 "
4. "Hell Ain't a Bad Place To Be 4:25 "
5. "Heatseeker 3:33 "
6. "Fire Your Guns 2:58 "
7. "Jailbreak 19:14  "
8. "The Jack 6:37 "
9. "Dirty Deeds Done Dirt Cheap 4:41 "
10. "Moneytalks 3:52 "
11. "Hells Bells 5:59 "
12. "High Voltage 9:14 "
13. "Whole Lotta Rosie 4:37 "
14. "You Shook Me All Night Long 3:37 "
15. "T.N.T. 3:29 "
16. "Let There Be Rock"
17. "Highway To Hell 3:46 "
18. "For Those About to Rock (We Salute You) 6:26 "

## Otros lanzamientos

### Blu-Ray
Este concierto fue lanzado por primera vez en alta definición en Blu-ray Disc de Sony BMG el 16 de octubre de 2007. El video está en definición 1080p, y es una nueva marca de transferencia de película de 35 mm que incluye un PCM 5.1. (48 kHz, 24 bits).

### Rock Band
El concierto ha sido publicado en forma de canciones para jugar por la serie de videojuegos Rock Band, bajo el nombre de AC/DC Live: Rock Band Track Pack.
El paquete de canciones fue lanzado el 2 de noviembre de 2008. En internet se encuentran canciones de AC/DC, el cual estará disponible sólo a través de Wal-Mart y Sam's Club en los Estados Unidos.

## Personal
- Brian Johnson - vocalista
- Angus Young - guitarra
- Malcolm Young - guitarra rítmica y coros
- Cliff Williams - bajo y coros
- Chris Slade - batería